# Hebbla Sparre
Hebbla Siggesdotter Sparre af Rossvik, född 1490 på Råda säteri i Råda socken, Västergötland, Sverige, död 1571 i Qvidja slott, Pargas, var ägare till Svidja och Qvidja slott, gift med riksrådet Erik Fleming och moder till friherre Klas Fleming. Hebbla Sparre tillhörde en gammal adelssläkt, Sparre af Rossvik, och styrde stora herrgårdar, slott och andra egendomar i nuvarande Finland efter Erik Flemings död.
Sparre var den största gårdsägaren i Nyland enligt rusttjänslängden 1554/1555 med 95 gårdar exkl. 3 säten och 17 i Sverige.

## Biografi
Hebbla Siggesdotter Sparre af Rossvik föddes omkring år 1490 på Råda i Lidköping i Västra Götaland i Sverige. Hennes föräldrar var riksrådet Sigge Larsson Sparre och Kristina Magnusdotter "Natt och Dag" till Sundby. Hebla Sparre gifte sig med riksrådet Erik Fleming och de hade tre barn: Joakim Fleming, Klas Fleming och Filippa Fleming.
Erik Fleming var en av de mest inflytelserika personerna i Finland på sin tid. Efter Flemings död på Qvidja ärvde sina barn alla egendomar som Fleming ägde, men eftersom alla Flemings och Sparres barn var så unga började frun Sparre af Rossvik att styra arvet. Historiska källor berättar att Hebbla styrde allt väl och bland annat var den första som började odla äpplen i Finland, på Svidja slott.
År 1555 besökte kung Gustav Vasa Hebbla Sparre på Qvidja slott i samband med kungens besök i rikets östra delar.
År 1550 donerade Hebbla Sparre en dopfunt till Sjundeå S:t Petri kyrka med ätterna Sparres och Flemings vapensköldar inristade i dopfunten.
Hebbla Sparre avled omkring år 1570 på Qvidja slott.

## Bilder

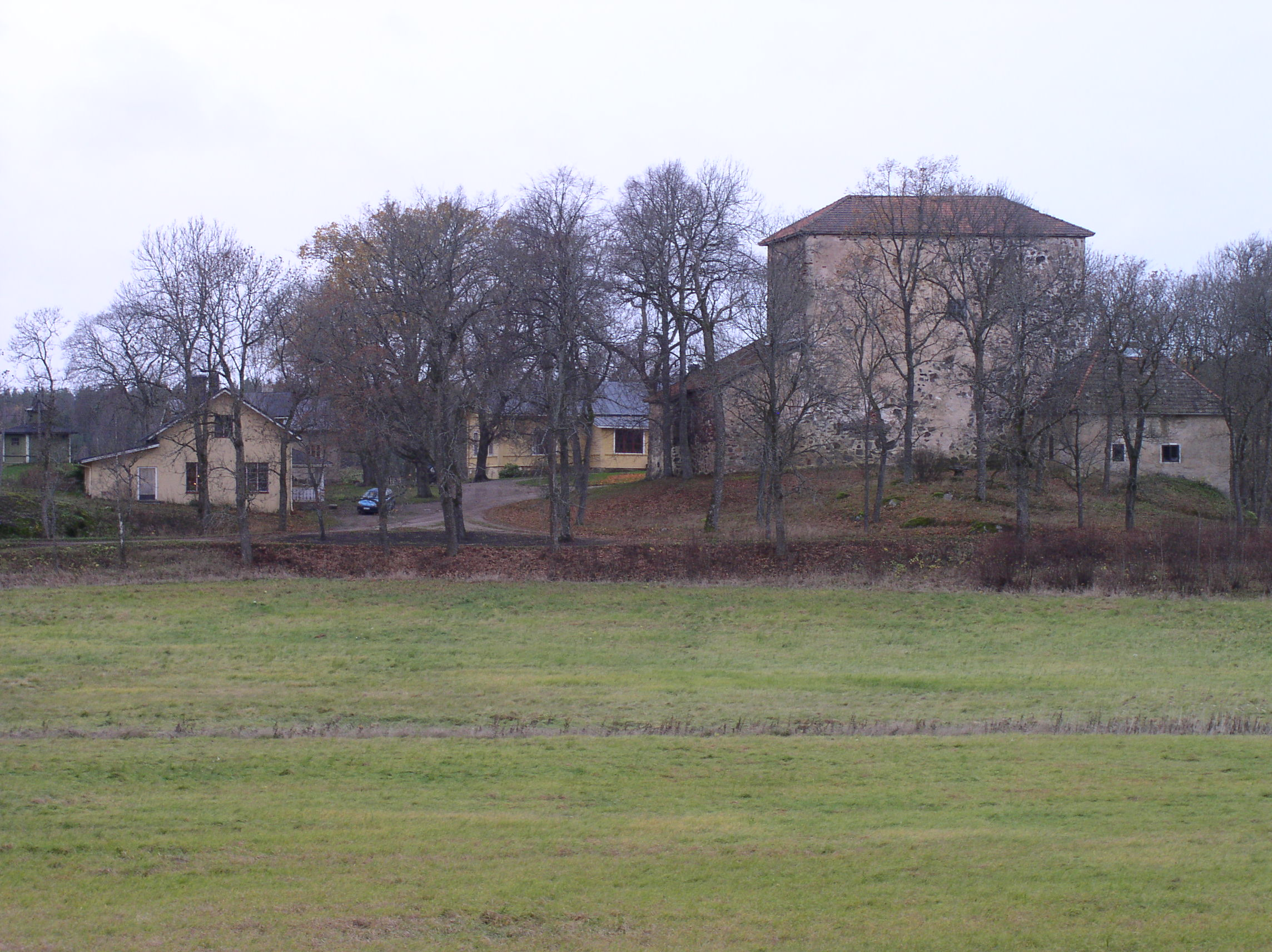
Qvidja slott.
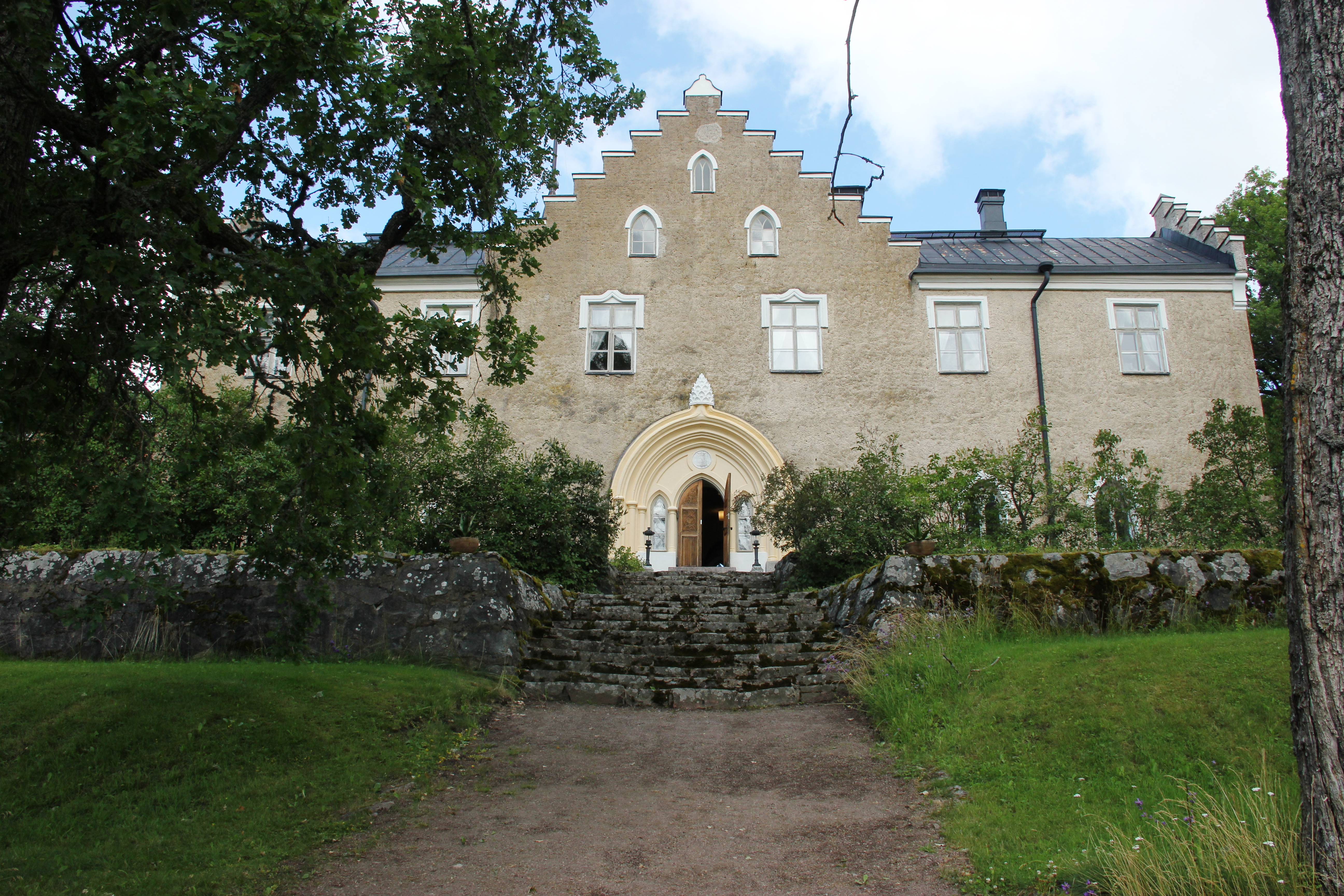
Svidja slott.
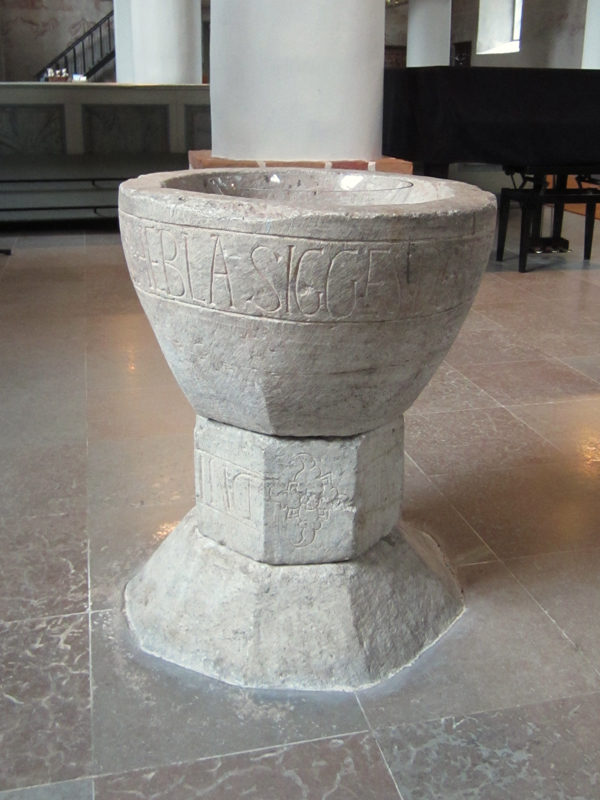
Dopfunten i Sjundeå S:t Petri kyrka.